# Liste de poètes indiens
Cette liste de poètes indiens recense des poètes nés en Inde ou ayant la nationalité indienne ainsi que des poètes en langues indiennes.

## Liste
- Javed Akhtar (né 1945)
- Subhadra Kumari Chauhan (1904-1948)
- Agha Shahid Ali (1949-2001)
- Kumaran Asan (1873-1924)
- Kamala Das (née 1934)
- Ramdhari Singh Dinkar (1908-1974)

- Sunil Gangopadhyay (1934)
- Mirza Ghalib (1797-1869)
- Indira Goswami (1942-2011)
- Gulzar (né 1934)

- Jaayadeva (1170-1245)
- Kabir (1440-1518)
- Kazi Nazrul Islam (1899-1976)
- Humayun Kabir (1906-1969)
- Kâlidâsa (IVe – Ve siècle)
- Amir Khusrau (1253-1325)
- Kuvempu (IIe – Ve siècle BC)

- Akka Mahadevi (1130-1160)
- Jayanta Mahapatra (en) (né en 1928)
- Meera (1498-1540)
- Sarojini Naidu (1879-1949)
- Pampa (902-975)
- Tapan Kumar Pradhan (né en 1972)
- Amrita Pritam (1919-2005)

- Vikram Seth (né 1952)
- Kamala Surayya (née 1934)
- Surdas (1467-1583)
- Rabindranath Tagore (1861-1941)
- Tulsidas (1532-1623)

- Vâlmîki (IIe siècle av. J.-C.)
- Mahadevi Varma (née en 1964)
- Vyāsa